# Општина Фељаку (Клуж)
Фељаку (рум. Feleacu) општина је у Румунији у округу Клуж.
Oпштина се налази на надморској висини од 673 m.